# Bronislav Kubín
Bronislav Kubín (ur. 21 października 1978) – czeski bokser, były mistrz świata GBU w kategorii superśredniej, brązowy medalista Mistrzostw Czech 2005 w kategorii średniej.

## Kariera zawodowa
Na ringu zawodowym zadebiutował 29 listopada 2007 w Pradze, pokonując jednogłośnie na punkty Lubomira Wejsa. Po dziewięciu wygranych z rzędu, 18 grudnia 2009 zmierzył się z Polakiem Krzysztofem Bieniasem. Kubín doznał pierwszej porażki w karierze, przegrywając jednogłośnie na punkty (73-78, 72-79, 73-79), będąc liczonym w rundzie piątej. Kolejną walkę stoczył 23 stycznia 2010, doznając porażki przez nokaut z Félixem Díazem.
13 października 2012 odniósł największy sukces w zawodowej karierze. Na ringu w Brandenburgu pokonał jednogłośnie na punkty Niemca Marco Schulze, zdobywając mistrzostwo GBU w kategorii superśredniej. Tytuł utracił w pierwszej obronie, przegrywając z Schulze 22 czerwca 2013.